# ابن ابی الاشعث
احمد بن محمد بن محمد بن ابی الاشعث‎‎ (وفات ۹۵۷ میلادی) پزشک ایرانی سدهٔ ۱۰ میلادی بود. او در تفسیر جالینوس آثاری را نگاشته است. وی در موصل  وفات یافت. وی از مترجمین نهضت ترجمه و از دانشمندان دارالحکمه بوده است که آثاری از جالینوس را ترجمه تصحیح و تفسیر نموده است.
وی  اولین کسی بوده که ۹۰۰ سال قبل از ویلیام بومانت کارکرد جهاز هاضمه را کشف کرده است.

## آثار
آثار وی شامل موارد زیر است:
- الأدویة المفردة
- الحیوان
- العلم الالهی
- الجدری و الحصبة و الحمیقاء
- الرسام و البرسام و مداواتهما
- القولونج و أسبابه و مداواته
- البرص و البهق
- الصریح
- الاستسقاء
- ظهور الدم
- المالیخولیا
- ترکیب الأدویة
- أمراض المعدة و مداواتها